# Pomerania Ethnica
Pomerania Ethnica – magazyn telewizyjny TVP3 Szczecin, ukazujący się raz na dwa tygodnie.

## O programie
Przedstawia mniejszości narodowe z Pomorza Zachodniego (Litwinów, Niemców, Ukraińców i Żydów) oraz etniczną (Łemków), ich muzykę, oraz ważne elementy z ich życia. Mimo tego, że program jest emitowany i produkowany w Polsce nie ma polskiego tytułu – można go jedynie przetłumaczyć z języka angielskiego i łacińskiego („Pomerania Ethnica” w języku polskim znaczy „Etniczne Pomorze”). Program realizowany jest w języku polskim, choć pojawia się także polski lektor.